# Morane-Saulnier H
Morane-Saulnier H là một mẫu máy bay thể thao sản xuất tại Pháp trước Chiến tranh thế giới I.

## Biến thể

### Do Pfalz chế tạo
- E.I
- E.II
- E.IV
- E.V
- E.VI
- Fokker M.5

## Quốc gia sử dụng
Pháp
- Aéronautique Militaire

 Austria-Hungary
- Hải quân Áo-Hung - (phiên bản do Pfalz chế tạo)

 Bỉ
- Không quân Bỉ

 Germany
- Luftstreitkräfte - (phiên bản do Pfalz chế tạo)

 Bồ Đào Nha
- Không quân Bồ Đào Nha – 1 chiếc.

 United Kingdom
- Quân đoàn Không quân Hoàng gia

## Tính năng kỹ chiến thuật
Dữ liệu lấy từ flugzeuginfo.net
Đặc điểm tổng quát
- Kíp lái: 1
- Chiều dài: 5.84 m (19 ft 2 in)
- Sải cánh: 9.12 m (29 ft 11 in)
- Chiều cao: 2.26 m (7 ft 5 in)
- Trọng lượng rỗng: 188 kg (415 lb)
- Trọng lượng có tải: 444 kg (979 lb)
- Powerplant: 1 × Le Rhône 9C, 60 kW (80 hp)

Hiệu suất bay
- Vận tốc cực đại: 120 km/h (75 mph)
- Tầm bay: 177 km (111 dặm)
- Trần bay: 1.000 m (3.280 ft)